# František Šulc (házenkář, 1978)
František Šulc ml. (* 13. prosince 1978, Trnava) je slovenský házenkářský reprezentant, který hrává na pozici levé spojky.
Byl hráčem německého klubu HSG Düsseldorf, odkud v létě 2010 přestoupil do maďarského klubu SC Pick Szeged.
Hrál na Mistrovství Evropy 2008 v Norsku
a na Mistrovství světa 2009 v Chorvatsku.
Jeho otec František Šulc (* 1950) byl také házenkářem.